# Família Mancini
|  | Per a altres significats, vegeu «Henry Mancini». |

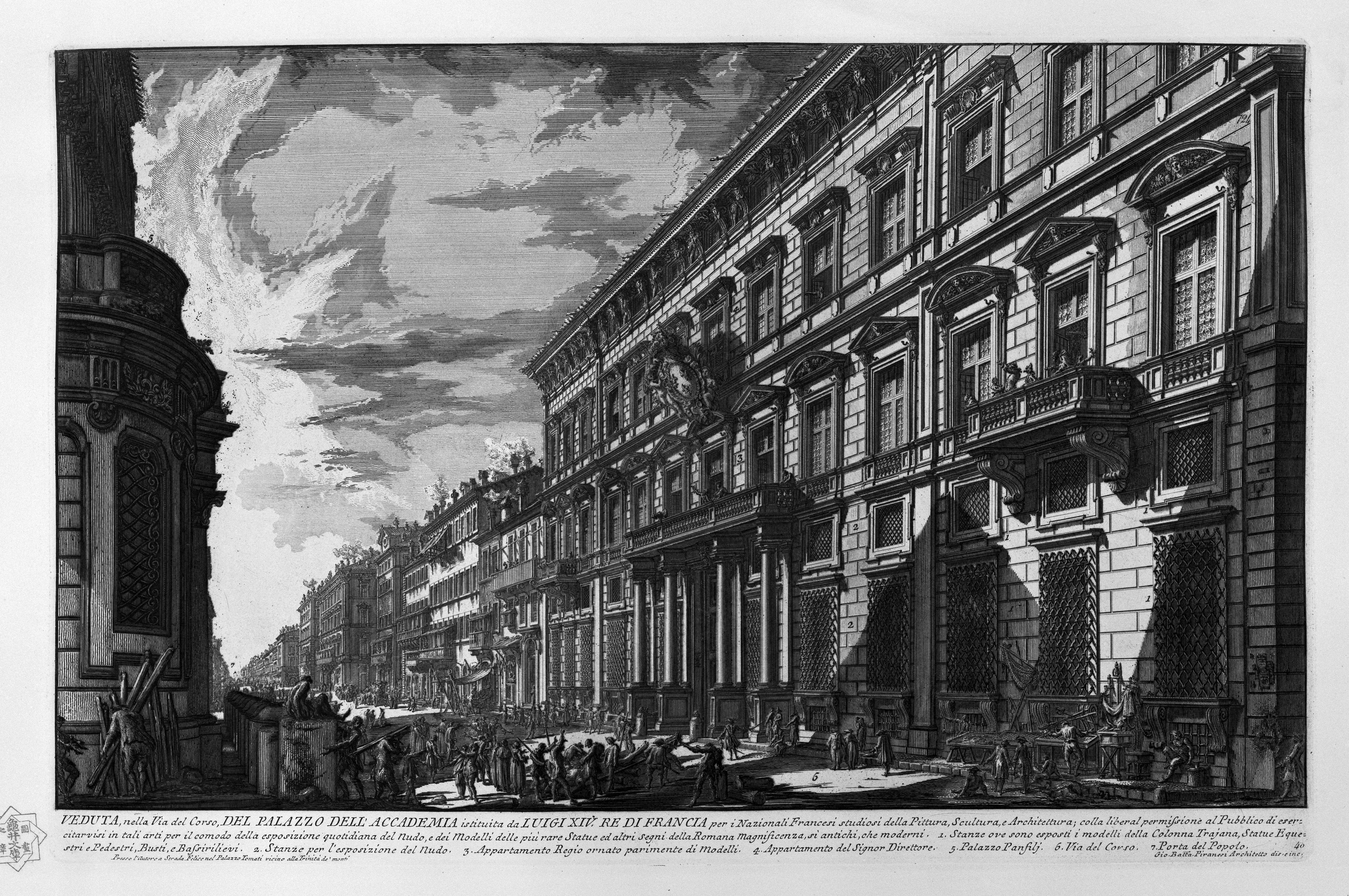
Gravat del Palau Mancini a Roma

Els Mancini foren una família romana que assolí grans honors pel seu parentiu amb el cardenal Giulio Raimondo Mazzarino. Destaquen en primer lloc, Pietro (mort a Roma el 1635), comandant de les guàrdies del cardenal Aldobrandini, que prengué part en la guerra de Ferrara (1597), i en enviudar abraçà l'estat religiós. Havia fundat l'Acadèmia dels humoristes. Entre els seus fills hi figuren Francesco Maria (mort a Roma el 1672), nomenat cardenal el 1660 per Alexandre VII, Miquele Lorenzo, que va contraure matrimoni amb Geronima Mazzarino, germana del cèlebre cardenal; d'aquest matrimoni nasqueren tres fills i cinc filles, que foren els següents:
- Miquele Paolo (1636-1652). Mestre de camp del regiment de marina, mort en un combat que es desenvolupà en el Faubourg Saint-Antoine, de París, quan tan sols tenia disset anys.
- Philippo Juliano (1641-1707), duc de Novara i de Donci.
- Alphonso, mort el 1658 a conseqüència d'un accident. L'any anterior s'havia traslladat al Regne de França.
- Laura Mancini (Roma, Estats Pontificis, 6 de maig, 1636-París, 8 de febrer de 1657).
- Marie Mancini (Roma, 28 d'agost de 1639 – Pisa, 8 de maig de 1653.
- Olympe Mancini (Roma, 11 de juliol de 1640 - Brussel·les, 9 d'octubre de 1708).
- Hortense Mancini (Roma, 6 de juny de 1646 - Kensington i Chelsea, Londres, 9 de novembre de 1699.
- Marie Anna Mancini (Roma, 1649 - Clichy, 20 de juny de 1714).